# Jeronimo Jiménez de Urrea
Jerónimo Jiménez de Urrea (Épila, 1510 – Napoli, 1573) è stato uno scrittore spagnolo.

## Biografia
Fu autore delle opere letterarie Díalogo de la verdadera honra militar (1566), El victorioso Carlos V, La famosa Epila e Don Clarisel de las Flores y Australia (1879, postumo). A lui si deve anche la prima traduzione in castigliano dell'Orlando furioso di Ludovico Ariosto (1549).